# Ophidion saldanhai
Ophidion saldanhai is een straalvinnige vissensoort uit de familie van naaldvissen (Ophidiidae). De wetenschappelijke naam van de soort is voor het eerst geldig gepubliceerd in 1999 door Matallanas & Brito.